# Слънчева електроцентрала
Слънчевата електроцентрала е електроцентрала, която използва слънчева светлина (слънчева енергия) за произвеждане на електричество.
Някои слънчеви централи са пароцентрали - те ползват огледала, които се насочват в 1 точка; така се загрява вода, която се превръща в пара, която задвижва турбини.
Други, наречени фотоволтаични паркове (ФВП) или фотоволтаични централи (ФВЦ), ползват слънчеви панели (слънчеви батерии) от фотоволтаични клетки (фотоелементи), които пряко превръщат светлината в електричество чрез фотоволтаичния ефект.